# Goal Deejay
Goal Deejay è stato un programma televisivo italiano trasmesso su Sky Sport.

## Descrizione
Il programma, a tema calcistico, proponeva la classifica dei gol più belli oppure più votati dal pubblico, segnati durante la settimana nelle varie competizioni e campionati sia nazionali che europeo.

## Il programma
Il programma andava in onda su Sky Sport Uno. Inizialmente trasmesso nel tardo pomeriggio, successivamente è stato spostato in seconda serata. Veniva trasmesso anche su TV8.